# Strangers in the Night
Strangers in the Night (it: "sconosciuti nella notte") è una celebre canzone, scritta da Avo Uvezian per la musica (ma firmata da Bert Kaempfert) e da Charles Singleton ed Eddie Snyder per il testo. 
Venne incisa per la prima volta nel 1966 dal cantante statunitense Frank Sinatra, che ne ha fatto uno dei suoi tanti cavalli di battaglia ed ha raggiunto la prima posizione nella classifica Billboard Hot 100, nella Official Singles Chart per tre settimane, in Austria per tre settimane, in Italia per dieci settimane, in Germania per otto settimane e nelle Fiandre in Belgio per nove settimane, la terza posizione in Olanda e la quinta in Norvegia.
Nel 1967 vince il Grammy Award alla registrazione dell'anno ed il Grammy Award for Best Male Pop Vocal Performance.

## Il brano
Il brano venne arrangiato da Nelson Riddle (celebre compositore  e arrangiatore  di gran parte della produzione di Sinatra) e pubblicato sull'album omonimo, uscito nel 1966, che comprendeva altre celebri canzoni come Downtown e Summer Wind.
Nel 1967 vinse il Golden Globe per la migliore canzone originale ed il Grammy Award for Best Male Pop Vocal Performance.

### Disputa sulle origini del brano
Negli anni sessanta il musicista jazz armeno Avo Uvezian riuscì a conoscere Sinatra, a cui fece ascoltare il suo brano Broken Guitar. La melodia piacque a Sinatra, ma il testo è stato rivisto e corretto dagli autori della casa discografica del cantante. Nacque così Strangers in the Night. Ma Uvezian aveva inizialmente consegnato il brano ad un amico tedesco di nome Bert Kaempfert, che gli rubò la paternità della melodia incassando tutti i diritti.

### Improvvisazione vocale finale
Uno dei momenti più celebri e riconoscibili nell'incisione del brano data da Sinatra è l'improvvisazione finale in stile scat sulla melodia con le sillabe: «doo-be-doo-be-doo» mentre la canzone sfuma sul finale. L'improvvisazione canora di Sinatra ispirò il nome del cartone animato canino Scooby Doo. Inoltre, siccome la canzone sfuma quasi subito, e molti fan si lamentarono del fatto che l'improvvisazione di Sinatra era stata troncata troppo presto, per la compilation CD Nothing but the Best del 2008, la canzone venne rimasterizzata e la durata totale portata a 2:44, anziché 2:35. I nove secondi extra sono proprio la continuazione dell'improvvisazione scat di Sinatra per la prima volta in versione integrale.

### L'opinione di Sinatra circa la canzone
Nonostante l'enorme successo del brano, Sinatra disprezzava la canzone, e una volta arrivò a definirla "un pezzo di merda" e "la peggior fottuta canzone che abbia mai sentito." Tuttavia, Sinatra continuò ad eseguirla in concerto per tutto il prosieguo di carriera, ben conscio della presa che Strangers in the Night aveva sul pubblico.

### Altre versioni
- In Italia con il titolo Solo più che mai, è stata cantata da Johnny Dorelli, con il testo italiano scritto da Ermanno Parazzini, e da Mina in lingua originale nell'album del 1984 Catene (questa versione è stata poi ripresa nel 2005 nel disco L'allieva).
- Dorelli incise il brano anche in originale, inserendolo nel 33 giri L'Immensità.
- Una versione della canzone eseguita dalla Peter Huges Orchestra è presente nella colonna sonora del film Eyes Wide Shut di Stanley Kubrick.
- Il brano è divenuto un cavallo di battaglia anche della cantante di musica latina Anacani.
- Il tenore italoamericano Sergio Franchi, reinterpretò la canzone in chiave lirica nel 1967 sull'album From Sergio - With Love.[6]
- Una cover del brano è stata registrata dai Cake e pubblicata per la prima volto nel loro EP Extra Value del 2004, ripresa poi anche nella colonna sonora del videogame Stubbs the Zombie (Stubbs The Zombie: The Soundtrack del 2005) e nella raccolta B-Sides And Rarities pubblicata nel 2007.
- Anche il fisarmonicista Peppino Principe ha inciso la versione strumentale per l'album Per voi giovani "I più grandi successi mondiali" - Beat (Capitan, 83).

## Classifiche

### Classifiche settimanali
| Classifica (1966) | Posizione massima |
| ----------------- | ----------------- |
| Italia            | 1                 |

### Classifiche di fine anno
| Classifica (1966) | Posizione |
| ----------------- | --------- |
| Italia            | 1         |